# Albuna africana
Albuna africana är en fjärilsart som beskrevs av Le Cerf 1917. Albuna africana ingår i släktet Albuna och familjen glasvingar. Inga underarter finns listade i Catalogue of Life.